# IC 2438
IC 2438 — галактика типу *Grp (велика група зірок) у сузір'ї Жираф.
Цей об'єкт міститься в оригінальній редакції індексного каталогу.